# Monument Valley (jogo eletrônico)
Monument Valley é um jogo de puzzle desenvolvido e publicado pelo estúdio independente Ustwo. O jogador controla a princesa Ida através de labirintos de ilusões de ótica e objetos impossíveis. Monument Valley foi desenvolvido por dez meses, começando no início de 2013, baseado nos desenhos conceituais pelo artista Ken Wong. Seu estilo visual foi inspirado por gravuras japonesas, esculturas minimalistas e pelos jogos independentes Windosill, FEZ e Sword & Sworcery, e foi comparado pelos criticos aos desenhos de M. C. Escher e Echochrome. A arte foi desenhada de tal forma que cada quadro seria passível de exposição pública. Depois de um teste beta privado, o jogo foi lançado para iOS em 3 de abril de 2014, e depois portado para Android, Windows Phone e Windows 10 Mobile. O jogo recebeu geralmente críticas positivas. Críticos destacaram seu design de arte e sonoro, mas ressaltaram a falta de dificuldade e a curta duração. O jogo ganhou o Apple Design Award de 2014, foi nomeado o melhor jogo para iPad de 2014, e vendeu mais de duas milhões de cópias até janeiro de 2015.
Duas expansões intituladas Forgotten Shores e Ida's RED Dream foram lançadas em 2014 e 2015. Uma sequência Monument Valley 2, foi lançada para iOS e Android em 2017. Monument Valley+ um exclusivo do Apple Arcade foi lançado em 2 de abril de 2021. A versão para PC Monument Valley: Panoramic Edition foi lançada no Steam em julho de 2022. Um terceiro jogo está supostamente em desenvolvimento.

## Jogabilidade
Em Monument Valley, o jogador controla a personagem princesa Ida através de labirintos de ilusões de ótica e objetos impossíveis, que são referidos no jogo como "geometria sagrada", enquanto ela viaja para ser perdoada por alguma coisa. O jogo é apresentado em perspectiva isométrica, e o jogador interage com o ambiente para encontrar passagens ocultas enquanto Ida progride à saída do mapa. Cada uma das dez fases tem uma mecânica central distinta. Interações incluem plataformas e pilares móveis. O jogador é guiado indiretamente pelo jogo por elementos de design como cor, e diretamente guiado por corvos, que bloqueiam o caminho de Ida. Críticos compararam o estilo visual do jogo a um vibrante desenho de M. C. Escher e Echochrome. O jogo inclui um modo câmera onde o jogador pode andar pela fase para compor capturas de tela. Isso inclui filtros similares àqueles do Instagram.

## Desenvolvimento
Monument Valley foi desenvolvido por Ustwo, uma empresa de design digital fundada em 2004 que tem produzido aplicativos para iPhone desde 2007. Seu jogo Whale Trail teve milhões de downloads, e seus outros aplicativos incluem o aplicativo de design Granimator e o de compartilhamento de fotos Rando. Monument Valley foi concebido como um jogo para tablets. Seu desenvolvimento se iniciou no começo de 2013, e durou 10 meses. Começou com uma peça de um concept art desenhado no estilo de M. C. Escher, e o design final não se alterou muito daquele inicial. A direção da Ustwo não deu ao time de desenvolvimento nenhum prazo ou orçamento, e sim os disseram para focar em "fazer um produto de alta qualidade". O desenvolvimento de jogos não compõe uma grande parte da receita da Ustwo, então a companhia foca o desenvolvimento de seus jogos em produzir "ótimos produtos" que refletem bem na empresa, em vez de aplicativos altamente rentáveis.

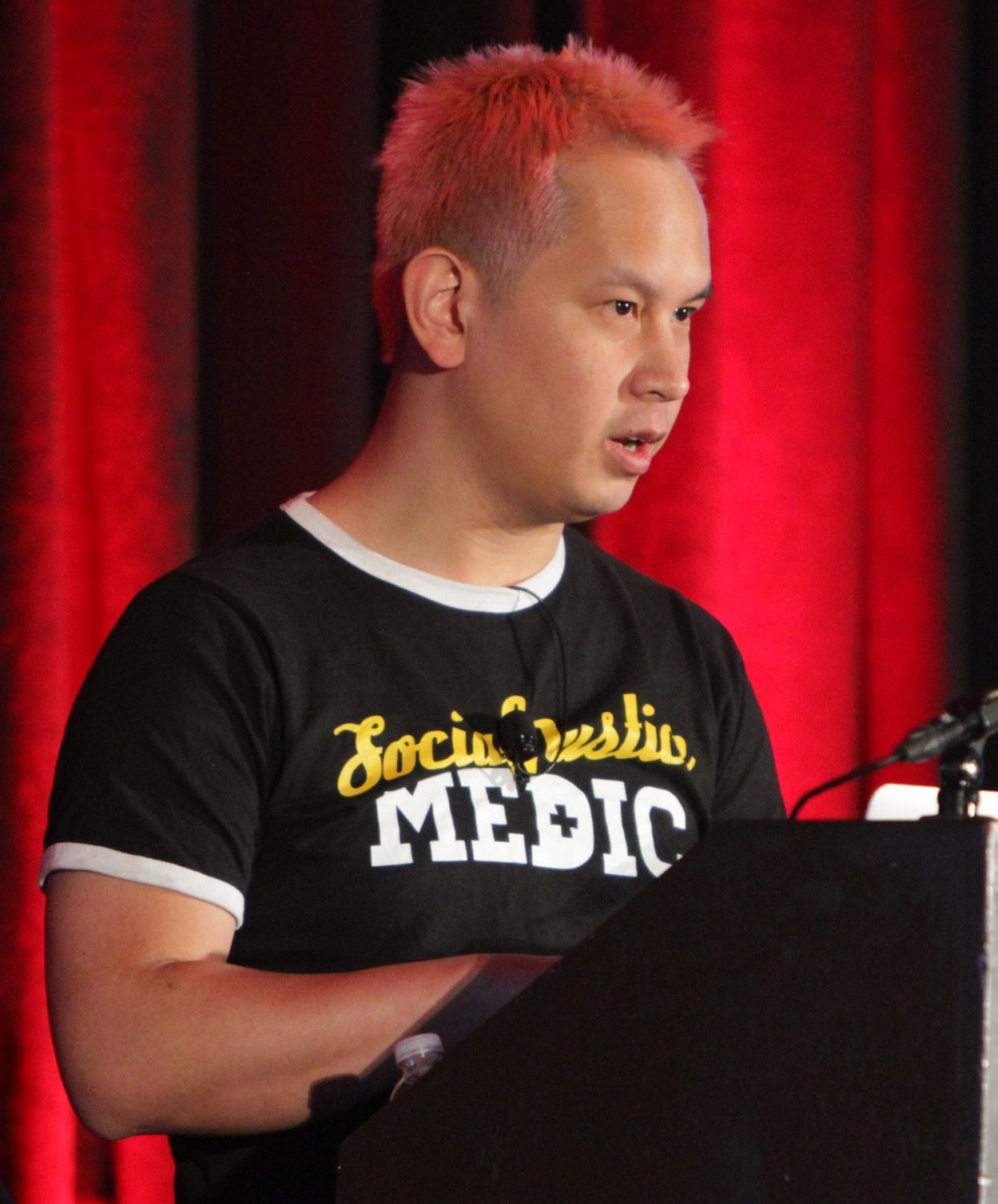
Ken Wong, o designer-chefe da Ustwo, na Game Developers Conference 2015

Acerca do estilo artístico, o designer de jogo e artista Ken Wong disse que ele desejava fazer cada quadro do jogo digno de exposição pública. O projeto começou com os desenhos conceituais de Wong antes de isso se tornar um projeto de jogo. O estilo visual foi inspirado por gravuras japonesas, esculturas minimalistas e pelos jogos independentes Windosill, FEZ e Sword & Sworcery. Wong ainda disse que a jogabilidade foi projetada para que o jogador encontre o objetivo do jogo através de exploração, sem uma orientação direta. O jogo usa cores para mostrar onde o jogador pode interagir, similar a Mirror's Edge. Wong comparou a experiência de jogabilidade a um cruzamento entre a maravilha de uma loja de brinquedos e o mundo de O Leão, a Feiticeira e o Guarda-Roupa, e a sua história a uma "canção" simbólica em vez de um livro de narrativa. O jogo foi projetado para ser completado pela maioria dos jogadores, um estilo incomum para jogos projetados para um público popular. Foi destinado a ser uma "experiência superior" em vez de um desafio difícil.